# Danxia Zichun
Danxia Zichun (chiń. 丹霞子淳; pinyin Dānxiá Zichún; kor. 단하자순 Tanha Chasun; jap. Tanka Shishun; wiet. Đam Hà Tí Thuần; ur. 1064, zm. 1119) – chiński mistrz chan szkoły caodong.

## Życiorys
Pochodził z Zitong, obecnie w prowincji Syczuan. W wieku 20 lat został zaordynowany.
Danxia wszedł do sali i zwrócił się do mnichów słowami: „W kosmosie, wewnątrz uniwersum, w samym centrum, znajduje się klejnot w kształcie góry. Mistrz Dharmy Zhao mówi, że możesz tylko wskazać na ślady i mówić tylko o nich, i że nie możesz utrzymać ich dla innych, aby mogli je zobaczyć. Ale dzisiaj ja rozłupuję wszechświat, wyciągam kształt góry i trzymam go dla wszystkich, abyście mogli to widzieć! Ci z oczami mądrości zobaczą to”.
Danxia uderzył swoim kijem w podłogę i powiedział: „Czy widzicie? Biała czapla stoi w śniegu, ale jej kolor jest inny. Nie przypomina jasnego księżyca ani wodnych trzcin”.
Innym razem Danxia wszedł do sali i powiedział: „Deshan powiedział co następuje: 'Moja nauka jest bez słów i zdań, i szczerze, nie mam Dharmy aby ją przekazać ludziom.’ Możecie powiedzieć, że Deshan wiedział jak ‘wejść w trawę’ aby zbawić ludzi. Ale on nie 'zamoczył całego ciała w mętnej wodzie’. Jeśli patrzycie uważnie, zobaczycie, że on ma tylko jedno oko. Ale co do mnie, to moja nauka nie ma słów ani zdań i złoty nóż nie może jej otworzyć. Ona jest głęboka, tajemnicza i szlachetna. Jadeitowa kobieta poczęła tej nocy”.
Danxia zmarł wiosną 1119 r. Szczątki mistrza zostały złożone w stupie na południu góry Hong (dziś jest to miasto Wuhan w prowincji Hubei).

## Linia przekazu Dharmy zen
Pierwsza liczba oznacza kolejność pokoleń mistrzów od 1 Patriarchy indyjskiego Mahakaśjapy.
Druga liczba oznacza kolejność pokoleń od 28/1 Bodhidharmy, 28 Patriarchy Indii i 1 Patriarchy Chin.
Trzecia liczba oznacza początek nowej linii przekazu w danym kraju.
- 38/11. Dongshan Liangjie (807–869) Szkoła caodong
  - 39/12. Shushan Kuangren (837–909)
    - 40/13. Huguo Shoucheng (bd)

  - 39/12. Qinglin Shiqian (bd)
  - 39/12. Yuezhou Qianfeng (bd)
  - 39/12. Longya Zhudun (835–923)
  - 39/12. Qinshan Wensui (bd)
  - 39/12. Caoshan Benji (840–901)
  - 39/12. Yunju Daoying (zm. 902)
    - 40/13/1. Chinch'ŏl Iŏm (869–936) Korea, szkoła sumi san
    - 40/13. Tong’an Daoying (Daopi) (bd)
      - 41/14. Tong’an Guanzhi (bd)
        - 42/15. Liangshan Yuanguan (bd)
          - 43/16. Dayang Jingxuan (943–1027) Dayang nie znalazł wśród swoich uczniów nikogo godnego przekazu Dharmy i obawiając się wygaśnięcia szkoły caodong, umówił się z wybitnym mistrzem chan Fushanem Fayuanem ze szkoły linji, że ten poprowadzi szkołę w duchu tradycji caodong, aby ją uratować. Dzięki temu nauki tej szkoły przedostały się do Japonii, gdzie są popularniejsze od rinzai (chiń. linji)
            - 44/17. Fushan Fayuan (991–1067)
              - 45/18. Xingyang Qingpou (bd)
              - 45/18. Touzi Yiqing (1032–1083)
                - 46/19. Furong Daokai (1043–1118)
                  - 47/20. Dongshan Daowei (bd)
                  - 47/20. Kumu Facheng (1071–1128)
                  - 47/20. Dayong Qilian (1077–1144)
                  - 47/20. Lumen Fadeng (1075–1127)
                  - 47/20. Jingyin Zijue (zm. 1117)(Lumen Zijue)
                    - 48/21. Qingzhou Yibian (1081–1149)
                      - 49/22. Zizhou Bao (1114–1173)
                        - 50/23. Wangshan Ti (bd)
                          - 51/24. Wansong Xingxiu (1166–1246)
                            - 52/25. Xueting Fuyu (1203–1275) linia Shaolin

                  - 47/20. Shimen Yuanyi (1053–1137)
                  - 47/20. Baofeng Weizhao (1084–1128)
                    - 48/21. Zhenru Daohui (bd)
                    - 48/21. Zhitong Jingshen (1090–1152)

                  - 47/20. Danxia Zichun (1064–1119)
                    - 48/21. Huizhao Qingyu (1078–1140)
                    - 48/21. Hongzhi Zhengjue (1091–1157) Congrong lu
                      - 49/22. Jingyin Kumu (bd)
                      - 49/22. Zhide Huihui (1097–1183) opat Jingci si w Hangzhou w Zhejiang
                        - 50/23. Mingji Huizuo (ok. 1150-pocz. XIII wieku) opat Huacang si w Changzhou w Jiangsu
                          - 51/24. Donggu Miaoguang (zm. 1253) opat Wanshou si w Suzhou
                            - 52/25. Zhiweng Deju (bd) opat Tiantong si w Ningbo w Zhejiang
                              - 53/26/1. Dongming Huiri (1272–1340) od 1309 roku w Japonii; opat Kenchō-ji
                                - 54/27/2. Dongling Yongyu (Tōryō Eiyo) (zm. 1365) Japonia

                    - 48/21. Zhenxie Qingliao (1089–1151)
                      - 49/22. Tiantong Zongjue (bd)
                        - 50/23. Xuedou Zhijian (1105–1192)
                          - 51/24. Tiantong Rujing (1163–1228)
                            - 52/25/1. Eihei Dōgen Kigen (1200–1253) Japonia, szkoła sōtō